# Sīrū
Sīrū (persiska: سيرو) är en ort i Iran.   Den ligger i provinsen Qom, i den centrala delen av landet, 150 km söder om huvudstaden Teheran. Sīrū ligger 1 332 meter över havet och antalet invånare är 837.
Terrängen runt Sīrū är kuperad söderut, men norrut är den platt. Terrängen runt Sīrū sluttar norrut.Runt Sīrū är det ganska tätbefolkat, med 100 invånare per kvadratkilometer. Närmaste större samhälle är Jamkarān, 18,6 km norr om Sīrū. Trakten runt Sīrū består i huvudsak av gräsmarker.